# Noruega en los Juegos Paralímpicos de Sochi 2014
Noruega estuvo representada en los Juegos Paralímpicos de Sochi 2014 por un total de 31 deportistas, 25 hombres y seis mujeres.

## Medallistas
El equipo paralímpico noruego obtuvo las siguientes medallas:
| Nombre                                      | Deporte        | Evento                          |
| ------------------------------------------- | -------------- | ------------------------------- |
| Oro                                         |                |                                 |
| Mariann Marthinsen                          | Esquí de fondo | 1 km velocidad sentado femenino |
| Plata                                       |                |                                 |
| Nils Erik Ulset                             | Biatlón        | 12,5 km de pie masculino        |
| Nils Erik Ulset                             | Biatlón        | 15 km de pie masculino          |
| Bronce                                      |                |                                 |
| Mariann Marthinsen Nils Erik Ulset Erik Bye | Esquí de fondo | 4 × 2,5 km mixto                |